# Manu Militari (rappeur)
Pour l’article homonyme, voir Manu militari pour l'expression latine.

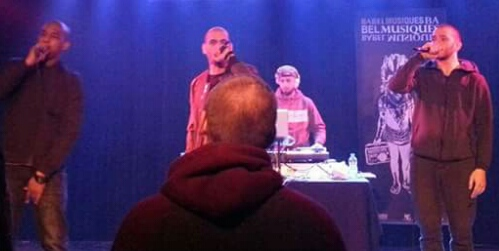

Manu Militari, né le 21 mai 1979 à Québec, au Québec, est un rappeur, parolier et auteur-compositeur québécois. 
Il poursuit une carrière solo, après avoir fait partie du groupe Rime Organisé, en publiant un premier maxi intitulé Manu Drastic. Il suit d'un premier album studio intitulé Voix de fait en 2006. Le 14 octobre 2021, il annonce la sortie de son nouvel album Nouvelle vague pour le 3 décembre 2021.

## Biographie

### Débuts et reconnaissance
En octobre 2006, Manu est nommé au Gala de l’ADISQ dans deux catégories, « album hip-hop de l’année » et « auteur-compositeur de l’année »,.  
Crime d’honneur est publié le 1er décembre 2009. L'album compte 7 000 exemplaires écoulés en janvier 2010. Manu reçoit le Félix pour l’« album hip-hop de l’année » au Gala de l’ADISQ en octobre 2010,. Il parcourt ensuite la province pour une série de spectacles dont plusieurs festivals, et recevra le prix Miroir au Festival d’été de Québec en juillet 2011. Entre-temps, il est approché par la Fondation du CHU Sainte-Justine pour participer au projet Défi-jeunesse 1 km. Il en résultera la chanson Marche vitale qui figurera sur son prochain album, Marée humaine.

### Marée humaine(2012–2014)
Marée humaine, son album suivant, est inspiré entre autres par la révolution égyptienne dans laquelle Manu se retrouve alors qu’il est au Caire pour l’écriture de l'album. L'album est publié le 11 septembre 2012, après une longue controverse à la suite du vidéoclip L’Attente dans lequel Manu personnifie un insurgé afghan qui lutte pour sa liberté. La chanson est finalement retirée de l’album. 
La chanson Grande plume de Manu Militari s'inspire pour son refrain de la musique de la flûte de pan de M.Tumnus, incluse dans le film Le Monde de Narnia[réf. nécessaire].

### Océan(depuis 2015)
Le quatrième album de Manu Militari, Océan, est publié le 20 novembre 2015. 
L'artiste s'est inspiré lors d'un voyage au Costa Rica, d'ailleurs : « C'est là que la pièce Mami Chula est née, témoignant du fait que Manu Militari était bel et bien rendu ailleurs dans son inspiration et ses sonorités, flirtant autant avec les rythmes latins que les ambiances cinématographiques. » 
Après cet album, Manu Militari s'est absenté de la scène musicale pendant 6 ans, avant de sortir son plus récent album : Nouvelle Vague.

## Controverse
Manu Militari a créé la polémique avec la chanson L'Attente qui devait au départ être publiée sur son album Marée humaine. Le vidéoclip de la chanson qui montre une attaque contre un convoi de l'armée canadienne en Afghanistan, a été très mal perçu par des militaires et surtout par le gouvernement conservateur. Ils ont été notamment choqués par la scène finale qui montre un Afghan s’apprêtant à exécuter un soldat canadien blessé.

## Discographie

### Singles
- 2011 : Marche vitale
- 2012 : Je me souviens
- 2012 : L'Attente
- 2021 : Nouvelle vague

## Publications
- Le sourire de Leticia, Stanké, 2016[9].